# Bima
Bima è una città dell'Indonesia, situata nella provincia delle Piccole Isole della Sonda.